# Carex egorovae
Carex egorovae är en halvgräsart som beskrevs av A.M.Molina, Acedo och Felix Llamas. Carex egorovae ingår i släktet starrar, och familjen halvgräs. Inga underarter finns listade i Catalogue of Life.